# Países Baixos nos Jogos Paralímpicos de Verão de 1968
Países Baixos participou dos Jogos Paralímpicos de Verão de 1968, que foram realizados na cidade de Tel Aviv, em Israel, entre os dias 4 e 13 de novembro de 1968.
A delegação encerrou a participação com 20 medalhas, das quais 12 de ouro.